# Jeffrey Perkins
Jeffrey Perkins (geboren vermutlich in New York City) ist ein US-amerikanischer Tontechniker.

## Leben
Perkins war schon in früher Kindheit vom Film und insbesondere Filmton fasziniert und begann im Alter von 12 Jahren mit ersten Tonaufnahmen auf 8-mm-Film. Er studierte Film am Ryerson University in Toronto, zog jedoch erst zwei Jahrzehnte später nach Los Angeles, um dort Karriere beim Film zu machen. Unter anderem lernte er dort von Richard Portman und Robert L. Hoyt.
Sein Filmdebüt hatte er beim Chuck-Norris-Actionfilm Missing in Action. Bis Ende der 2000er Jahre arbeitete er hauptsächlich beim Film und war unter anderem an Hollywood-Blockbustern wie Aliens – Die Rückkehr, Das Kartell und Der mit dem Wolf tanzt beteiligt. Für letzteren Film erhielt er 1991 zusammen mit Russell Williams II, Bill W. Benton und Gregory H. Watkins den Oscar in der Kategorie Bester Ton. Zudem war er für Der mit dem Wolf tanzt für den BAFTA Film Award in der Kategorie Bester Ton nominiert.
Seit 2009 arbeitet er als Re-Recording Mixer (TV) bei Warner Bros. Entertainment und ist fast ausschließlich an Fernsehproduktionen tätig. Er arbeitete unter anderem an 62 Episoden von Breaking Bad und 73 Episoden von Elementary

## Filmografie (Auswahl)

### Fernsehen
- 2005–2010: Numbers – Die Logik des Verbrechens (NUMB3RS)
- 2008–2013: Breaking Bad
- 2009–2010: Good Wife (The Good Wife)
- 2011–2012: Unforgettable
- 2011–2013: Suburgatory
- 2011–2015: Pretty Little Liars
- 2012–2016: Elementary
- 2014–2016: Detective Laura Diamond (The Mysteries of Laura)

### Film
- 1984: Missing in Action
- 1986: 9½ Wochen (9½ Weeks)
- 1986: Aliens – Die Rückkehr (Aliens)
- 1988: Der Blob (The Blob)
- 1990: Der mit dem Wolf tanzt (Dances with Wolves)
- 1991: Ari & Sam (Pyrates)
- 1994: Das Kartell (Clear and Present Danger)
- 1994: Die Mächte des Wahnsinns (John Carpenter’s In the Mouth of Madness)
- 1994: Santa Clause – Eine schöne Bescherung (The Santa Clause)
- 1996: Kopf über Wasser (Head Above Water)
- 1997: Aus dem Dschungel, in den Dschungel (Jungle 2 Jungle)
- 1998: Hard Rain
- 1998: The Patriot – Kampf ums Überleben (The Patriot)
- 2000: The Million Dollar Hotel
- 2002: Equilibrium
- 2007: Captivity

## Auszeichnungen
- 1991: Oscar in der Kategorie Bester Ton für Der mit dem Wolf tanzt
- 1992: BAFTA-Film-Award-Nominierung in der Kategorie Bester Ton für Der mit dem Wolf tanzt